# Coeli et terrae creator
Coeli et terrae creator ist eine Päpstliche Bulle von Papst Sixtus V. und datiert vom 5. Januar 1586. 
Der Papst bestätigte mit dieser Bulle das „Verbot über die Ausübung der wahrsagenden Astrologie“; lediglich die astrologische Wettervoraussage wurde gestattet. Er sah in der Anwendung der vorhersagenden Astrologie, die sich als wahrsagende Wissenschaft versuchte zu etablieren, geheime Mächte. Diese Mächte könnten, aus der Sicht des Papstes, für irgendeinen geheimen Zweck benutzt werden. Werke, die diese – so schreibt Sixtus V. – arrogante Macht beinhalteten, wurden bereits früher durch den Trienter Index verboten.